# Beda Fomm
Beda Fomm est une petite ville côtière du sud-ouest de la Cyrénaïque, en Libye. Elle est située entre la ville portuaire beaucoup plus grande de Benghazi au nord-ouest et la plus grande ville d'El Agheila plus au sud-ouest. Beda Fomm est surtout connu pour avoir été le site de l'engagement final de l'opération Compass pendant la Seconde Guerre mondiale.